# Vanina Oneto
Vanina Paula Oneto (née le 15 juin 1973 à San Fernando) est une joueuse de hockey sur gazon argentine.

## Carrière
Avec l'équipe d'Argentine de hockey sur gazon féminin, elle est médaillée d'argent aux Jeux olympiques d'été de 2000 et médaillée de bronze aux Jeux olympiques d'été de 2004. Elle remporte aussi la Coupe du monde en 2002 et en est finaliste en 1994.